# Amphiodia sculptilis
Amphiodia sculptilis är en ormstjärneart som beskrevs av Rudolf Christian Ziesenhenne 1940. Amphiodia sculptilis ingår i släktet Amphiodia och familjen trådormstjärnor. Inga underarter finns listade i Catalogue of Life.